# Eryngium humboldtii
Eryngium humboldtii är en flockblommig växtart som beskrevs av Daniel Delaroche. Eryngium humboldtii ingår i släktet martornar, och familjen flockblommiga växter. Inga underarter finns listade i Catalogue of Life.